# Siège de Kampen (1572)
Guerre de Quatre-Vingts Ans
Batailles
- Chronologie de la guerre de Quatre-Vingts Ans
- Valenciennes
- Austruweel
- Rheindalen
- Heiligerlee
- Jemmingen
- Jodoigne
- Brielle
- 1er Flessingue
- Malines
- Goes
- Mons
- Haarlem
- 2e Flessingue
- Borsele
- Zuiderzee
- Alkmaar
- Leyde
- Reimerswaal
- Mook
- Lillo
- Zierikzee
- 1er Anvers
- 1er Bréda
- Gembloux
- Rijmenam
- 1er Deventer
- Maastricht
- 2e Bréda
- Açores
- 2e Anvers
- 3e Anvers
- Boksum
- Zutphen
- 1er Berg-op-Zoom
- Gravelines
- 3e Bréda
- 2e Deventer
- Groningue
- Huy
- 1er Groenlo1
- 2e Groenlo
- Turnhout
- Nieuport
- Ostende
- L'Écluse
- 3e Groenlo
- Saint-Vincent
- Gibraltar
- Saint-Vincent (1621)
- 2e Berg-op-Zoom
- 4e Bréda
- 4e Groenlo
- Matanzas
- Bois-le-Duc
- Abrolhos
- Slaak
- Maastricht
- 5e Bréda
- Cabañas
- Calloo
- Les Downs
- Saint-Vincent (1641)
- Hulst
- Cavite

Le siège de Kampen eut lieu du 9 au 11 août 1572 sous la direction de Guillaume IV van den Bergh, beau-frère de Guillaume d'Orange. Ce siège fait partie de la deuxième invasion d'Orange (nl) pendant la guerre de Quatre-Vingts Ans.

## Prémisse
Après que van den Bergh eut conquis plusieurs places en Gueldre, dont la ville de Zutphen, il marcha vers Kampen. Il évita volontairement la ville de Deventer parce qu'une garnison wallonne y était stationnée, conservant celle-ci pour le royaume d'Espagne. Le 9 août, il apparut avec sa petite armée de Gueux devant Kampen. Au préalable, les cités de Kampen et de Zwolle s'étaient consultées pour savoir si elles autoriseraient et accepteraient une garnison espagnole au sein de leurs murs, suivant ainsi le modèle de Deventer, mais comme la majorité des habitants en ressentait un grand dégoût, il avait été décidé d'en assurer la défense par eux-mêmes.

## Le siège
Guillaume van den Bergh a exhorté la ville à se rendre et à rejoindre la révolte contre les espagnols; il montra des lettres du prince d'Orange promettant la délivrance de l'oppression espagnole, le maintien des privilèges et la liberté de religion. Mais le conseil municipal refusa et ainsi le siège a commencé. La défense s'avéra difficilement réalisable, car certains citoyens voulaient se rendre; un certain nombre de maîtres de guilde avaient même négocié avec les gueux en dehors du conseil. Des demandes envoyées à la hâte à la ville de Zwolle pour demander son soutien, à la ville de Deventer et aussi au stathouder d'Overijssel, fidèle au roi d'Espagne, Gilles de Berlaymont, sont parvenues trop tard aux destinataires. La tension chez les assiégés devint si grande que le 11 août, le conseil décida finalement de se rendre et Kampen rejoignit le camp du prince d'Orange.

## Conséquences
Trois jours après la prise de Kampen, le 14 août, van den Bergh a également capturé Zwolle sans combat. Mais cependant, l'occupation de Kampen n'a pas duré longtemps. À la mi-novembre, quelques jours après le massacre de Zutphen, des nouvelles étaient parvenues à Kampen sur le comportement atroce du commandant espagnol Don Frédéric, à qui il avait été ordonné de mener une expédition militaire punitive. Les citoyens proont alors fui en bateau vers Genemuiden pour s'y réfugier. Les cavaliers de Guillaume van den Bergh ont fui la ville dans la soirée du 18 novembre. Le matin du 19 novembre, le comte a quitté la ville avec ses fantassins. Contrairement à son beau-frère qui se réfugia en Hollande, van den Bergh parit pour Münster pour sauver la vie. Il a dû abandonner sa femme déjà très enceinte en chemin. Les magistrats municipaux de Kampen et de Zwolle se rendirent directement à Zutphen pour se soumettre au représentant du roi d'Espagne, don Frédéric, et lui demander grâce. Cet exemple a été rapidement copié dans le Quartier de la Veluwe (nl). Des villes telles que Harderwijk, Hattem, Elburg et Amersfoort se sont soumis. Les villes qui ne l'ont pas fait, comme Naarden et Haarlem, en ont payé le terrible prix en subissant le même sort que Zutphen.

## Sources
- (nl) Cet article est partiellement ou en totalité issu de l’article de Wikipédia en néerlandais intitulé « Beleg van Kampen (1572) » (voir la liste des auteurs).
- (nl) J. ten Hove (2005) Geschiedenis van Zwolle. Zwolle: édition Waanders.
- (nl) B. H. Slicher van Bath e.a. (1979) Geschiedenis van Overijssel. Zwolle: Uitgeverij Waanders.
- (nl) Johannes van Vloten, Nederlands opstand tegen Spanje, in zijn eerste ontwikkeling en voortgang. (1572-1575) édition: Kruseman, 1858 P.72/72